# ジョーン・シェパード
ジョーン・シェパード（Joan Shepherd、1944年9月5日 - ）は、アメリカ人の女性歌手・タレント。日本で成功した外国人タレントの一人。千昌夫の元妻として知られる。

## 経歴
1960年代にグレン・ミラー・オーケストラの専属歌手をするなど、アメリカのショー・ビジネスの世界で活動していたが、1971年にレコード発売された「サマー・クリエーション Summer Creation」（夏の日の出逢い）が大ヒット、日本で有名になった。
「サマー・クリエーション」は化粧品マックスファクターのテレビCMソングでもあった。「サマー・クリエーション」の歌詞は英語だが、次のヒット曲「白い想い出」では日本語の歌詞を歌っている。
1972年に歌手の千昌夫と結婚、夫婦でいくつかの有名企業のテレビCMに出演した。パナカラー クイントリックスCMのセリフ『イワテケーン（岩手県）』は流行語になった。
千昌夫のヒット曲で日本文化の大切さを歌った「味噌汁の詩」（1980年）の台詞部分に「金髪？きん……金髪だけはいいんじゃないべかねえ」とあるのは、白人妻のシェパードを前提としたギャグである。
また、人気テレビ番組『新婚さんいらっしゃい!』のアシスタント司会を1978年から1981年までつとめていた。アシスタント司会者としては江美早苗・梓みちよに次ぐ第3代。第4代は片平なぎさである。同番組の「ペアマッチ」でシェパードは毎回、ルール説明を英語で行っていたほか、パネルの番号も英語でコールしていた。
千昌夫の女性関係のため1988年に離婚。離婚後は慰謝料として千から分与された東京広尾の家屋に暮らしたが、後にこの家は、名義の問題から立ち退くことになる。離婚やこの家屋のことは、当時テレビや週刊誌で何度も報道された。
2000年3月13日に母国のアメリカに帰国する際、レポーターが「千さんがもっと頑張ってくれれば広尾の家を立ち退く事はありませんでしたよね？」と問いかけたところ、シェパードはそれを遮るように「それはわからない。これも人生だから。千さんは何も悪くない。日本にいた36年間はとても幸せだった。悪い事は何も無かった。（千さんには）頑張って欲しい。彼の（金銭）問題きっと無くなる」と元夫を気遣うコメントを残した。家屋を立ち退いた後は日本を離れて、ハワイに移住した。

## 出演していた番組
- 新婚さんいらっしゃい!（朝日放送テレビ）
- おくどはん 第2話 （朝日放送テレビ）
- ねぎぼうずの唄 第21話 （テレビ朝日）

## CM
- 大洋漁業（現：マルハニチロ）「マルハ シーエースアメリカン」（まぐろ缶詰 1982年）
- カゴメ 野菜ジュース（1982年）
- いすゞ自動車　アスカ（1983年）
- 松下電器産業（現：パナソニック） 「パナカラー・クイントリックス」
- 象印 マイコン炊飯ジャー
上記はいずれも当時、夫だった千昌夫と共演。
- 足立宝石店（関西ローカル）

## 音楽

### シングル
- サマー・クリエーション Summer Creation（夏の日の出逢い）／潮風に消えた恋 - 1971年、LR-2810
- バルコニーに座って／砂に書いたラブレター - 7月5日、LLR-10103
- 白い想い出／夕陽が沈む - 東芝レコード
- I LOVE BEING A WOMAN（英語版）／I LOVE BEING A WOMAN（日本語版） - 1979年、東芝EMI・Express、ETP-10626
- いつも貴方と／シーサイド・パレス（作詞：橋本淳、作曲：平尾昌晃、編曲：青木望） - 徳間音楽工業・ダンレコード、VA-1015
- 小さなメモリー（作詞：橋本淳、作曲：平尾昌晃、編曲：高田弘）／お熱いのがお好き（作詞：橋本淳、作曲：平尾昌晃、編曲：高田弘） - 徳間音楽工業・ダンレコード、VA-1016
- 愛はきらめきの中に HOW DEEP IS YOUR LOVE／スティン・アライヴ STAYIN' ALIVE - 徳間音楽工業・ダンレコード、VA-1017
- スウィート・センセーション A SWEET SENSATION／LOVING THE NIGHT AWAY - バーボンレコード、BMA-2034

### アルバム
- サマー・クリエーション ジョン・シェパードの魅力 - 東芝レコード、JP-80347
- I LOVE BEING A WOMAN - 東芝EMI・Express、ETP-80014
- WITH ALL MY HEART 心をこめて - 1978年2月、徳間音楽工業・ダンレコード、VC-9003
- WITH ALL MY HEART - 1983年5月、バーボンレコード、BMD-1023

## 著書
- 『ジョーン・シェパードのニッポン・ハート日記』大前淳子訳. 集英社, 1979.8
- 『千昌夫とジョウン・シェパードの英語を楽しく』千昌夫共著. ほるぷ出版, 1982.7
- 『ジョーン・オフ・ステージ 生きて愛して美しく』ダイナミックセラーズ, 1984.7